# ヤフェット・エンドラム
ヤフェット・エンドラム（Japhet N'Doram, 1966年2月27日 - ）は、チャド・ンジャメナ出身のサッカー選手。元チャド代表。ポジションはミッドフィールダー、フォワード。

## クラブ
1989年カメルーンのクラブ、トネーレ・ヤウンデにてデビューを果たす。ここでの活躍がスカウトの目に留まり、翌年からはフランス1部リーグのFCナントに移籍。移籍当初は環境に慣れず、期待通りの活躍ができなかった。しかし、徐々に頭角を現すと、巧みなボールコントロールと想像力溢れるプレーで不動の司令塔として活躍。
1994-1995にはレイナルト・ペドロス、クロード・マケレレらとリーグ屈指の中盤を形成。パトリス・ロコ、ニコラ・ウエデクらの強力アタック陣をコントロールし、自らも13ゴールを挙げる活躍でナントをリーグ優勝に導く。
しかし、チームの財政難の影響で1995-1996シーズンにはロコとクリスチャン・カランブーが、1996-1997シーズンにはウエデク、ペドロス、ベノア・コエが移籍し、優勝チームは徐々に解体され、1997-1998シーズンにはオリンピック・マルセイユに移籍したマケレレと共にエンドラムもASモナコに移籍する。
ASモナコでは、怪我の影響もあり、僅か13試合の出場にとどまり、このシーズンを最後に引退した。